# Лайвенгуд (Аляска)
Лайвенгуд (англ. Livengood) — статистически обособленная местность в зоне переписи населения Юкон-Коюкук, штат Аляска, США. По данным переписи 2010 года население составляет 13 человек.

## История
Золото было найдено на ручье Лайвенгуд 24 июля 1914 года. Деревня была основана как лагерь старателей в течение зимы 1914-15 годов, когда в эти места пришли сотни человек. В 1915 году открылось почтовое отделение, которое просуществовало до 1957 года.
Во время строительства Трансаляскинского нефтепровода вблизи деревни находился лагерь строителей.

## География
По данным Бюро переписи населения США площадь населённого пункта составляет 693,7 км², из них суша составляет 688,1 км², а водные поверхности — 5,6 км². Расположен примерно в 80 км к северо-западу от Фэрбанкса.

## Население
По данным переписи 2000 года население статистически обособленной местности составляло 29 человек. Расовый состав: коренные американцы — 7 %; белые — 83 %; азиаты — 3 % представители более двух рас — 7 %.
Доля лиц в возрасте младше 18 лет — 31 %; от 25 до 44 лет — 21 %; от 45 до 64 лет — 45 % и лиц старше 65 лет — 3 %. Средний возраст населения — 44 года. На каждые 100 женщин приходится 107 мужчин; на каждые 100 женщин в возрасте старше 18 лет — 150 мужчин.
Из 13 домашних хозяйств в 15 % — воспитывали детей в возрасте до 18 лет, 40 % представляли собой совместно проживающие супружеские пары, 55 % не имели семьи. 45 % от общего числа семей на момент переписи жили самостоятельно, при этом 10 % составили одинокие пожилые люди в возрасте 65 лет и старше. В среднем домашнее хозяйство ведут 2,2 человек, а средний размер семьи — 3,2 человек.
Средний доход на совместное хозяйство — $26 250; средний доход на семью — $26 250.

## Транспорт
Через Лайвенгуд проходит шоссе Далтон, которое здесь пересекается с шоссе Эллиотт. Шоссе Далтон обеспечивает круглогодичное автомобильное сообщение с Фэрбанксом